# Gilbert Ames Bliss
Gilbert Ames Bliss, né le 9 mai 1876 à Chicago et mort le 8 mai 1951 à Harvey, est un mathématicien américain connu pour ses travaux sur le calcul des variations.

## Biographie
Bliss est issu d'une famille de Chicago devenue progressivement influente : en 1907 son père est le président de la société fournissant l'électricité à tout Chicago. Lorsque Bliss entre à l'Université de Chicago en 1893, il bénéficie encore d'une bourse.
Après avoir obtenu le B.Sc. en 1897, Bliss entreprend des études supérieures à Chicago en astronomie (sa première publication est dans ce domaine), puis passe en 1898 aux mathématiques. Il découvre le calcul des variations par les notes du cours de Weierstrass datant 1879 et par l'enseignement de Bolza. Bolza supervise la thèse de Ph. D. de Bliss « The Geodesic Lines on the Anchor Ring », soutenue en 1900 et publiée dans les Annals of Mathematics en 1902. Après deux ans en tant qu'instructeur à l'Université du Minnesota, Bliss passe l'année universitaire 1902–03 à l'Université de Göttingen, dans l'environnement de Felix Klein, David Hilbert, Hermann Minkowski, Ernst Zermelo, Erhard Schmidt, Max Abraham et Constantin Carathéodory .
À son retour aux États-Unis, Bliss enseigne un an à l'Université de Chicago et à l'Université du Missouri à Columbia. En 1904, il publie deux autres articles sur le calcul des variations dans les Transactions de l'American Mathematical Society . Bliss est précepteur à l'Université de Princeton de 1905 à 1908, rejoignant  Luther P. Eisenhart, Oswald Veblen et Robert Lee Moore. Pendant son séjour à Princeton, il est également rédacteur en chef adjoint des Annals of Mathematics .
En 1908, Heinrich Maschke meurt et Bliss lui succède à Chicago, où il reste jusqu'à sa retraite en 1941. Pendant son séjour à Chicago, il est rédacteur en chef des Transactions de l'American Mathematical Society de 1908 à 1916, et il présidé le département de mathématiques de 1927 à 1941. Ce département est moins renommé sous Bliss qu'il ne l'avait été sous la direction précédente d'EH Moore, et qu'il le sera sous la direction de Marshall Stone et de Saunders MacLane après la Seconde Guerre mondiale.
Pendant la Première Guerre mondiale, Bliss travaille en balistique, conçoit de nouvelles tables de tir pour l'artillerie et donne des conférences sur la navigation. En 1918, lui et Oswald Veblen ont travaillé ensemble dans la section de tir à distance du terrain d'essai d'Aberdeen, appliquant le calcul des variations pour corriger les trajectoires des obus en fonction des effets du vent, des changements de densité de l'air, de la rotation de la Terre et d'autres perturbations.
Bliss est élu à la Académie nationale des sciences des États-Unis en 1916. Il est conférencier du colloque de l'American Mathematical Society en 1909, vice-président (1911) et président (1921–22). Il a reçu le premier prix Chauvenet de la Mathematical Association of America, en 1925, pour son article « Algebraic functions and their divisors » article qui est à la racine de son livre Algebraic functions paru de 1933.

## Recherche
Les travaux de Bliss sur le calcul des variations ont abouti à sa monographie de 1946, Lectures on the Calculus of Variations, devenu un livre de référence ; ce livre traite du thème comme un sujet en soi et non comme un complément à la mécanique. Bliss a réalisé une simplification substantielle des théories de transformation de Clebsch et Weierstrass. Bliss a  complété  les conditions nécessaires d'Euler, Weierstrass, Legendre et Jacobi en des conditions également suffisantes. Bliss a exposé la formulation  et la solution du problème de Bolza avec des conditions secondaires et des points extrémaux variables. Le livre expose  le calcul classique des variations de Weierstrass, Hilbert et Bolza. Les travaux ultérieurs sur les problèmes variationnels s'engagent dans de nouvelles directions, telles que la théorie de Morse, la commande optimale et la programmation dynamique.

## Ouvrages
- 1925 : Calculus of Variations, The Mathematical Association of America, coll. « The Carus Mathematical Monographs. No. 1 », 1925, xiii+189 (réimpression 1971)[4]
- 1933 : Algebraic functions, American Mathematical Society, coll. « American Mathematical Society Colloquium Publications » (no 16), 1933, ix+ 218 (zbMATH 0008.21004)[5]
- 1944 : Mathematics for exterior ballistics, John Wiley and Sons, 1944, vii+ 128 (zbMATH 0063.00457)
- 1946 : Lectures on the calculus of variations, University of Chicago Press, 1946, ix+ 296 (zbMATH 0063.00459)[6]